# Jürgen Borchert
Pour les articles homonymes, voir Borchert.
Jürgen Borchert (né le 25 mai 1941 à Perleberg et mort le 1er mars 2000 à Schwerin) est un écrivain, publiciste et photographe allemand.

## Biographie
Borchert étudie à l'école de Perleberg et y effectue un apprentissage de photographe. Il commence ensuite des études de bibliothéconomie à Leipzig et dirige la bibliothèque de l'arrondissement de Perleberg (de). En 1979, il devient pendant un an chef du cabinet des traditions littéraires mecklembourgeoises à la bibliothèque générale scientifique de Schwerin (de). Mais dès 1980, il travaille comme écrivain indépendant et, sous l'influence de son ami Heinz Knobloch (de), devient un brillant chroniqueur. À la fin de la RDA, Borchert est l'un des auteurs les plus connus et les plus lus sur l'histoire et la culture du Mecklembourg. Après des attaques acerbes persistantes contre lui en raison de ses liens avec le MfS, Borchert se suicide en 2000.
Selon la presse locale de Schwerin, qui a vu les dernières années de Borchert éclipsées par des « soucis financiers », les raisons comprennent « des problèmes de vie sur le marché libre des auteurs ». Et "plus il faisait son chemin dans l'économie de marché libre en tant qu'auteur, qui devait gagner de l'argent pour avoir le strict nécessaire pour lui et sa famille, plus c'était difficile", lit-on ailleurs.
Jürgen Borchert travaille en RDA depuis 1979 sous le pseudonyme "Uwe Lüders" en tant qu'employé non officiel du ministère de la Sécurité d'État.

## Prix
- Prix Johannes-Gilhoff (de) de la région culturelle du Mecklembourg, 1992
- Prix d'art Fritz-Reuter de la ville de Schwerin, 1980 et 1987

## Travaux

### Géographie
Borchert publie environ 30 livres et plus de 300 essais, souvent avec des textes feuilletonistiques, principalement sur le sujet de l'histoire culturelle du Mecklembourg et des biographies de Mecklembourg célèbres.
- Mein mecklenburgischer Zettelkasten. Hinstorff Verlag, Rostock 1985, [2. Aufl.: 1989]
- Des Zettelkastens andrer Teil. 1988.
- Noch 'was aus dem Zettelkasten. 1991.
- Was blieb... Jüdische Spuren in Mecklenburg. Haude & Spener Verlag, Berlin 1994.
- Eine Stadt vor 100 Jahren - Neubrandenburg. Bilder und Berichte. Weiland, Lübeck 1998.
- Neuer mecklenburgischer Zettelkasten. 2000.
- Spaziergänge in Schwerin. 2000.
- Was ich von Wismar weiß. Notizen und Bilder. 2000.
- Spaziergänge auf Rügen. 1999.

### Romans biographiques
- Je dunkler der Ort... - Ein Ludwig-Reinhard (de)-Roman. Hinstorff Verlag (de), Rostock 1980.
- Carl Hinrichs - Ut mien'n Malerleben. Hinstorff Verlag, Rostock 1986,  (ISBN 3-356-00030-6).
- Reuter in Eisenach. Die Briefe des Physikus Schwabe. Roman. Hinstorff Verlag, Rostock 1982,  (ISBN 3-356-00033-0). [Neuauflage: Demmler, Ribnitz-Damgarten 1997,  (ISBN 3-910150-33-0).]
- Hoffmann von Fallersleben. Ein deutsches Dichterschicksal. Verlag der Nation (de), Berlin 1991,  (ISBN 3-373-00467-5).
- Alexandrine - Die "Königin" von Mecklenburg; aus dem Leben einer preußischen Prinzessin. Demmler Verlag, Schwerin 1995. (2. Auflage. 2000,  (ISBN 3-910150-29-2).)
- Heinrich Seidels (de) Lebenswelten oder Die Nachtigall singt keine Klage. Roman. Demmler Verlag, Schwerin 1997,  (ISBN 3-910150-40-3).

### Divers
- Klappersteine. Feuilletons. Mitteldeutscher Verlag, Halle 1977.
- Elefant auf der Briefwaage. 40 Feuilletons. Mitteldeutscher Verlag, Halle 1979.
- Efeu pflücken. Historische Miniaturen. Mitteldeutscher Verlag, Halle 1982.
- Die Papiere meiner Tante, Halle 1984. (Als E-Book: Edition digital, Godern 2012,  (ISBN 978-3-86394-692-0))
- Vadder kocht. Oder wie man eine Küche verwüstet. Schwerin 1994,  (ISBN 3-910150-23-3).
- Leben im Beton. Alltagsgeschichten. Rostock 2001,  (ISBN 3-356-00887-0).

## Héritage
Le domaine de Borchert est conservé à la bibliothèque d'État de Mecklembourg-Poméranie-Occidentale Günther-Uecker (de) ; y compris la correspondance entre Borchert et Heinz Knobloch (de) de 1971. La correspondance avec Hans-Joachim Griephan (de) se trouve dans les archives littéraires Fritz-Reuter (de).